# Enrico Porro
Enrico Porro (16. ledna 1885 Lodi Vecchio – 14. března 1967 Milán) byl italský zápasník. Soutěžil v řeckořímském stylu v pérové váze.
Byl členem milánského klubu Pro Patria a pětkrát se stal mistrem Itálie. Svůj první zápas vyhrál v sedmnácti letech. Ve startu na Letních olympijských hrách 1904 mu zabránila základní vojenská služba, kterou absolvoval u námořnictva. V roce 1906 se stal neoficiálním mistrem Evropy. Jeho největším úspěchem byla zlatá medaile na Letních olympijských hrách 1908, kde však soutěž v pérové váze nebyla vypsána a Porro musel nastoupit v lehké váze jako nejmenší ze všech účastníků. Ve finále nečekaně porazil o sedm kilogramů těžšího Nikolaje Orlova z Ruska. Letních olympijských her 1912 se nezúčastnil kvůli popáleninám, které utrpěl při pracovním úrazu.
Po válce se k zápasu vrátil, na Letních olympijských hrách 1920 byl vyřazen ve čtvrtfinále, na Letních olympijských hrách 1924 prohrál oba své zápasy v základní části.